# Mageslayer
MageSlayer è un videogioco d'azione sviluppato da Raven Software e pubblicato da GT Interactive nel 1997 per Microsoft Windows.

## Trama
La storia del gioco ruota intorno al recupero di preziose reliquie chiamate "StarStones", protette dai boss presenti nei livelli finali di ogni mondo e dal malvagio Lore Thane. Il gioco ha un finale imprevisto, in quanto, dopo aver recuperato la StarStone finale e aver sconfitto l'ultimo boss, al momento della consegna della reliquia all'Oracolo, esso stesso esplode per cause ignote, rilasciando le varie StarStones e uno spirito invulnerabile, che a brevi intervalli e muovendosi attorno al personaggio, si lancia verso quest'ultimo danneggiandolo. Sull'altare in cui era presente l'Oracolo quindi si è formata una voragine, nella quale il personaggio entrerà, recuperando le reliquie e andando a posizionarle su dei piedistalli, distribuiti sulle punte della stella raffigurata sul pavimento.

## Modalità di gioco
Dotato di visuale dall'alto, MageSlayer è ispirato al classico arcade Gauntlet, con il quale condivide sia l'ambientazione fantasy che alcune dinamiche di gioco. Si possono selezionare quattro differenti personaggi, dotati di armi e poteri caratteristici: Earthlord, Archdemon, Warlock e Inquisitor, ed esplorare con essi svariati livelli uccidendo numerose creature e raccogliendo power-up.